# Cholin
Cholin er en organisk forbindelse klassifiseret som et vandopløseligt essentielt næringsstof og grupperes normalt inden for rækken af Vitamin B. Denne naturlige amin findes i de lipider, der udgør cellemembraner og i neurotransmitteren acetylcholin.

## Billeder
- Cholin (C5H14NO+)
- Cholinklorid
- Cholinhydroxid
- Syntese